# Na wschód od Edenu
Na wschód od Edenu (ang. East of Eden) – utwór amerykańskiego noblisty Johna Steinbecka, opublikowany po raz pierwszy we wrześniu 1952 roku, dziesięć lat przed tym, jak Steinbeck otrzymał Literacką Nagrodę Nobla.
Podczas II wojny światowej John Steinbeck był korespondentem wojennym, co w wyniku dało interesujący zbiór Była raz wojna. Po jej zakończeniu wystąpił z próbą epiki moralistycznej i wrócił do tematyki kalifornijskiej, tworząc swoje najambitniejsze dzieło Na wschód od Edenu, którego głównym tematem filozoficznym stała się walka dobra ze złem w człowieku ukazana w realistycznej parafrazie biblijnej przypowieści o Kainie i Ablu.
Epicki utwór Na wschód od Edenu stanowi magnum opus Steinbecka. Jest to najdłuższe jego dzieło, a zarazem najbardziej ambitne i najbardziej osobiste. Jest to zupełnie nowa, zakrojona na szeroką skalę panorama Kalifornii i życia jej mieszkańców. Kalifornia jest rodzinnym krajem Johna Steinbecka. W powieści odtworzył Salinas, miasto swej młodości, i jego okolice, malownicze i urodzajne w latach deszczu, skwarne i jałowe w okresach suszy, a także utrwalił portrety ludzi, których znał i którzy byli mu bliscy. Przedstawił Kalifornię jako własny, rodzinny raj emigrantów napływających ze wschodnich stanów.
Opowiedziana historia ukazuje w symbolicznych obrazach walkę dobra i zła w duszy ludzkiej, stawiając pytania o pochodzenie zła i szansę człowieka na wygraną, gdy zło bezpośrednio zagrozi jego tożsamości.

## Geneza

### Journal of a Novel: The East of Eden Letters1969
W grudniu 1969 opublikowano Journal of a Novel (Dziennik powieści). Jest to wydana pośmiertnie edycja listów pisanych codziennie przez Steinbecka do swego wydawcy i przyjaciela, Pascala ‘Pata’ Covici. Listy towarzyszyły pisaniu Na wschód od Edenu, w efekcie rzucając na powieść dodatkowe światło. Przez szacunek dla żyjących osób, zostały przeredagowane.
Na wschód od Edenu jawiło się Steinbeckowi nie tylko jako historia jego własnej rodziny, do której dodał historię rodzaju ludzkiego, ale także jako synteza swojej wiedzy oraz wyjście poza to, czego nauczył się dotychczas o pisaniu. Tę powieść traktował jako kulminację wszystkiego, co do tej pory stworzył.

### Powieść pisana dla synów,podręcznik do życia
John Steinbeck rozpoczął pisanie Na wschód od Edenu z myślą o rodzinach. Jego zamierzeniem było zapisywać powieść na prawej stronie notesu, a list do swoich dwóch synów z poprzedniego małżeństwa po lewej stronie. Kochając ich głęboko, pozbawiony z nimi codziennego kontaktu, martwił się, jaki wpływ miała na nich ich matka Gwyn. Dotrzeć mógł do nich w jedyny znany sobie sposób: poprzez pisanie.
Mimo że chłopcy, Tom i John, byli jeszcze mali, gdy Steinbeck pisał Na wschód od Edenu, miał nadzieję, że gdy dorosną, powieść ukaże im ich kalifornijskie korzenie w Dolinie Salinas oraz poprowadzi ich przez trudy prawdziwego świata. I tak, jednym z głównych motywów książki stała się relacja między ojcami a synami. Steinbeck ukazał również problem wolnej woli człowieka oraz możliwość wyboru między dobrem a złem. Nie cofnął się przed żadnym tabu. Ukazane zostały seks, morderstwo, rywalizacja, niewierność, zdrada, miłość oraz chciwość, przez co powieść stała się swoistym podręcznikiem do życia, napisanym przez Steinbecka dla swoich synów.
Niemniej jednak, zwracając się w książce do swych chłopców, zwracał się do każdego czytelnika tej historii:
„Każdy chce mieć rodzinę. Być może potrafię stworzyć uniwersalną rodzinę żyjącą w uniwersalnym sąsiedztwie.” (Journal of A Novel)
Powyższe zdanie, napisane podczas pierwszego dnia pracy, podkreśla dwoistość jego intencji: pragnął pisać osobiście, a także uniwersalnie; o sobie i o każdym z osobna; o historii swojej rodziny oraz o mitycznej, symbolicznej historii, która w przyszłości miała posiadać znaczenie dla jego synów, jak i dla całej ludzkości.

### Inspiracja Biblią
Stosowanie imion Adam, Aron, Caleb, interpretacja mądrości, zawartej w księgach świętych Wschodu, wskazuje na świadome czerpanie autora ze źródeł biblijnych, co zaznaczono w tytule użyciem terminu „na wschód od Edenu”. Ciekawym okazać się może fakt, że z pierwszym wydaniem powieści zbiegło się również wydanie amerykańskiego tłumaczenia Biblii tzw. Revised Standard Version, będącego modyfikacją wydania z 1901 roku (American Standard Version).

## Kalendarium
- 1952: pierwsze amerykańskie wydanie East of Eden, nakładem Viking Press[9]
- 1953: pierwsze fińskie wydanie powieści (Eedenistä itään), nakł. Tammi[10]

pierwsze niemieckie wydanie powieści (Jenseits von Eden), nakł. Diana
pierwsze duńskie wydanie powieści (Øst for paradis), nakł. Gyldendal
- 1954: pierwsze włoskie wydanie powieści (La valle dell’Eden), nakł. Mondadori[13]

pierwsze francuskie wydanie powieści (A L’est d’Eden), nakł. Editions Mondiales
- 1958: pierwsze polskie wydanie powieści, nakł. PIW, w przekł. Bronisława Zielińskiego[15]
- 1968: śmierć Johna Steinbecka
- 1969: wydanie dziennika The Journal of a Novel. East of Eden Letters
- 2001: pierwsze estońskie wydanie powieści (Hommiku pool eedenit), nakł. Varrak[16]

## Tytuł
Tytuł Na wschód od Edenu został zaczerpnięty przez Steinbecka z czwartego rozdziału Księgi Rodzaju, z wersu szesnastego:
„Po czym Kain odszedł od Pana i zamieszkał w kraju Nod, na wschód od Edenu.” (Rdz 4,16)

## Pierwsze wydanie
Na wschód od Edenu wydano po raz pierwszy we wrześniu 1952 roku nakładem Viking Press. Pierwsze wydanie ukazało się w dwóch nakładach: pierwszy, limitowany nakład 1500 egzemplarzy sygnowanych przez autora i drugi nakład (handlowy) egzemplarzy niesygnowanych. Pierwotna cena wynosiła 4,5 dolara, książka liczyła 602 strony. Na tylnej obwolucie znajduje się fotografia Steinbecka bez żadnej noty wydawniczej.
Książki limitowanego nakładu oprawione było w ciemnozielone płótno i ochronny futerał. Oprawa książek drugiej edycji była jasnozielona.
W edycji drugiej na stronie 281 w linijce 38 pojawił się błąd ‘bite’ zamiast ‘bight’; I remember holding the bite of a line while Tom drove pegs and braided a splice. Zamiast I remember holding the bight of a line while Tom drove pegs and braided a splice. Poprawka naniesiona została jeszcze podczas pierwszego drukowania, a błąd już nigdy nie został powielony.
W 2007 roku, podczas aukcji w San Francisco i Los Angeles, za pierwsze wydanie Na wschód od Edenu zapłacono 8 365 dolarów. Książka pochodziła ze zbioru zmarłej w 1992 siostry pisarza, Elizabeth Steinbeck Ainsworth. Uzyskane pieniądze przeznaczono na renowację kalifornijskiej siedziby Steinbecka w Pacific Grove.

## Polskie wydanie
Pierwsze polskie wydanie Na wschód od Edenu ukazało się w 1958 roku, w przekładzie Bronisława Zielińskiego, nakładem Państwowego Instytutu Wydawniczego. Tłumaczenie Zielińskiego jest jedynym oficjalnym przekładem powieści.
Poza Państwowym Instytutem Wydawniczym Na wschód od Edenu wydały wydawnictwa Muza, Świat Książki oraz Wydawnictwo Dolnośląskie. Z kolei 15 listopada 2011 Prószyński i S-ka otworzył powieścią nową serię autorską, w której przypomni wszystkie dzieła Johna Steinbecka. Znajdą się w niej również tytuły nigdy wcześniej w Polsce niepublikowane.
W 2009 roku powieść została wydana przez wydawnictwo Qes Agency w formie audiobooku; czytał Mieczysław Morański.

## Dedykacja
W 1935 roku Pascal ‘Pat’ Covici opublikował powieść Tortilla Flat. Od tamtego czasu Pat był nie tylko wydawcą, ale także bliskim przyjacielem Steinbecka.
Pisząc Journal of a Novel: The East of Eden Letters Steinbeck często wspominał o majsterkowaniu przy domu oraz przedmiotach, które strugał. Pewnego razu Pat poprosił Steinbecka, by ten zrobił dla niego pudełko. Pisarz żartował, że owszem, spełni prośbę, pod warunkiem, że nie będzie to „pudełko” na samego Pascala.
Kiedy skończył pisać Na wschód od Edenu, Steinbeck umieścił rękopis 250 000 słów w mahoniowym pudełku, które sam wyrzeźbił i wysłał je przyjacielowi. Notka, którą umieścił na wieczku stała się dedykacją powieści.

## Bohaterowie książki

### Hamiltonowie
„Byli nerwową gromadką, ci Hamiltonowie. Mój ojciec zwykł mawiać z uczuciem, że wszyscy co do jednego byli szaleni.” (Journal of a Novel)
Z początku Steinbeck planował napisać książkę dla swoich synów, Toma i Johna, i zadedykować im rozdziały o Hamiltonach, opowiedzieć im, jaka krew w nich płynie. Steinbeck nie wydawał się jednak zainteresowany krwią Steinbecków, niemieckimi korzeniami swojego ojca, lecz irlandzką linią swojej matki. To z jej rodziny pochodziły historie, twórczość, pasja. Chociaż daty są zmienione, a postaci wyniesione, historia rodu Hamiltonów jest prawdziwa. Poprzez historię Trasków oraz Lee, Steinbeck nakreśla emocjonalny kontekst swojej rodziny.
„Wszystko razem wziąwszy, była to dobra, rodzina, zasiedziała, ustalona i pomyślnie wrośnięta w dolinę Salinas, ani uboższa, ani bogatsza od wielu innych. Rodzina dobrze zrównoważona, obejmująca tak konserwatystów, jak radykałów, marzycieli, jak i realistów.” (Rozdział V)
- Samuel Hamilton  – farmer, Irlandczyk z pochodzenia, z początku traktowany przez sąsiadów z rezerwą, wkrótce jednak zyskał zaufanie i stał się szanowanym członkiem lokalnej społeczności; przystojny, dobrze zbudowany, towarzyski, mistrz opowieści, miłośnik poezji i filozofii; wykształcony i mądry kowal, stolarz i snycerz; znany z uczciwości, pilności i pomysłowości; nie miał ręki do pieniędzy, a za to „przykry nawyk patentowania wynalazków”
- Liza Hamilton – żona Samuela, matka dziewiątki dzieci, czwórki chłopców i pięciu dziewcząt; szanowana przez męża, dzieci, wnuki oraz innych ludzi, choć bez serdeczności; kobieta niezależna, pozbawiona humoru, o żelaznej determinacji, o ogromnie rozbudowanym pojęciu grzechu
- Jerzy Hamilton (oryg. George Hamilton) – pierwszy syn Samuela i Lizy, wysoki, przystojny, pełny łagodności i słodyczy; od małego odznaczała się ogładą; chłopiec bezgrzeszny, który wyrósł na bezgrzesznego mężczyznę
- Will Hamilton – przysadzisty i flegmatyczny; miał mało wyobraźni, ale za to ogromną energię; konserwatysta, zmiany i nowinki traktujący z podejrzliwością, od dzieciństwa potrafił ciężko pracować, dzięki czemu stał się bogatym człowiekiem; zmarł podczas wakacji za granicą
- Tom Hamilton – trzeci syn, najbardziej podobny do ojca, nacechowany radością i entuzjazmem, zapalony miłośnik książek; chłopak pomysłowy, ale śmielszy od ojca; popełnił samobójstwo, zastrzelił się niedaleko rodzinnego rancza
- Joe Hamilton – czwarty syn, marzyciel, chłopiec kochany I otaczany opieką przez całą rodzinę, przez rodziców uważany za poetę, fizycznie leniwy, przy minimum wysiłku osiągający dokładnie to, o co mu chodziło; wysłany na uniwersytet w Stanford, odniósł karierę w reklamie w Chicago
- Una Hamilton – najstarsza, myśląca, chętna do nauki, ciemnowłosa dziewczyna, pełna wewnętrznego napięcia i powagi, o bujnym i badawczym umyśle; podzielała czytelniczą pasję ojca; poślubiła człowieka pełnego pogardy dla Hamiltonów; jej śmierć w Oregonie była potężnym ciosem dla Samuela
- Lizzie Hamilton – wcześnie zaczęła się wstydzić swojej rodziny, młodo wyszła za mąż, wyjechała; miała niebywałą w rodzinie Hamiltonów skłonność do nienawiści i zacietrzewienia
- Dessie Hamilton – zawsze roześmiana, spędzało się z nią czas milej niż z kimkolwiek innym; uczyła się kroju i została krawcową; wróciła do domu, po tym jak jej interes upadł; zmarła na ostre zapalenie nerek na ranczu w King City; jej brat Tom obwiniał się za jej śmierć, co doprowadziło do jego samobójstwa pięć lat później
- Oliwia Hamilton – matka narratora (także matka samego Johna Steinbecka), została nauczycielką spragnioną wielkomiejskiego stylu życia; nie odznaczała się błyskotliwością ojca, ale cechowały ją odwaga, poczucie humoru oraz odziedziczone po matce silna, niezłomna wola i kocia intuicja; była najwyraźniejszym typem ze wszystkim Hamiltonów poza swoją matką, jej wierzenia stanowiły mieszaninę irlandzkich wieszczów i starotestamentowego Jehowy, który w późniejszym życiu utożsamił jej się z ojcem.
- Mollie Hamilton – najmłodsza córka, mała piękność o ślicznych blond włosach i fiołkowych oczach; to ona podarowała Johnowi Steinbeckowi Morte d’Arthur Malory’ego, gdy ten skończył dziewięć lat.

### Traskowie
Na Wschód od Edenu to saga rodziny Trasków, opisująca jej dzieje od 1890 roku do I wojny światowej. Warstwa fabularna skupia się wokół przypowieści o Kainie i Ablu, dwóch braciach rywalizujących o względy ojca, która stanowiła jednocześnie odzwierciedlenie przekonania, że ludzie powtarzają zachowania swoich przodków. Stąd opowieści o losach Kaleba i Arona (głównych bohaterów powieści) towarzyszyła wcześniejsza historia o losach Adama i Karola, stanowiąca jej ważne uzupełnienie. Losy skażonego przez zło rodu toczyły się w dolinie rzeki Salinas, w północnej Kalifornii. Oto jego główni przedstawiciele:
- Cyrus Trask – założyciel rodu, zwolennik wojskowej dyscypliny obdarzony wygórowanym poczuciem własnej wartości; powołany do Armii Unii w 1862 podczas Wojny Secesyjnej; wojna ominęła go z powodu ran odniesionych już pierwszego dnia; jego pierwszą żoną była słaba kobieta (matka Adama), traktująca chorobę weneryczną jako karę za grzechy, która popełniła w końcu samobójstwo; drugą towarzyszką życia była siedemnastoletnia córka farmera (matka Karola); pomimo niewielkiego doświadczenia wojskowego, zaczął opowiadać o wojnie; na samym początku wiedział, że kłamie, ale niebawem nabrał przeświadczenia, że każda z jego opowieści jest prawdziwa; stał się wojskowym ekspertem i otrzymał płatny urząd sekretarza, na którym utrzymał się do końca życia; wkrótce potem przyjął funkcję doradcy w Washington D.C.; dom i farmę zorganizował na zasadach wojskowych; synom pozostawił w spadku sumę 100 000 dolarów
- Adam Trask – typ łagodny i posłuszny, unikający gwałtów i kłótni, zamknięty w sobie, okryty zasłoną niedomówień; nienawidził dyscypliny domowej, wstąpił do wojska i do domu wrócił dopiero po śmierci ojca. Po ślubie z Cathy Ames wyruszył na zachód do doliny Salinas, gdzie urodzili się bliźniacy Kaleb i Aron. Porzucony przez żonę Adam sam wychowywał chłopców, umarł po wylewie, na wieść o śmierci ukochanego Arona, wypowiadając hebrajskie słowo timshel – będące głównym motywem powieści.
- Karol Trask (oryg. Charles Trask) – typ sportowca, gwałtowny i wybuchowy, dorastał w zgodzie z nakazami ojca; zazdrościł bratu miłości ojca, w ataku furii zamierzał go nawet zabić; ciężko pracował na farmie, posiadał zdolność wyliczania czasu i koordynowania swych działań oraz właściwą zawodnikowi wolę zwycięstwa nad innymi
- Kaleb i Aron – dwaj bliźniacy, których usposobienie i relacja przypominała związek pomiędzy przyrodnimi braćmi, Karolem i Adamem[2].

| Kryterium           | Kaleb | Aron |
| ------------------- | --- | --- |
| wygląd              | Wysoki, grubokościsty, barczysty. Oczy piwne, włosy ciemnokasztanowe. | Duże, szeroko osadzone oczy o wyrazie anielskiej niewinności; miękkie i złote włosy; delikatne, piękne usta. |
| cechy               | Bystry, pewny siebie, przedwcześnie dojrzały, nie ujawniał swoich uczuć. | Charakter jednolity, a także niezmienny; zawzięty, uparty, niewrażliwy. |
| opinia otoczenia    | Człowiek gruboskórny, okrutny, niewrażliwy. | Człowiek nieśmiały, delikatny (w związku z czym, kochany przez ludzi) |
| wzajemna relacja    | Pragnął być równie kochany jak brat; potrafił przechytrzyć brata i zemścić się na jego zwolennikach, ale jednocześnie kochał jego bezradność i modlił się, by być taki jak Aron. Próbował naśladować go, ale nie wypadało to naturalnie i przekonywająco. Uważał, że Aron jest za słaby, by poznać prawdę o matce. Gdy poczuł się odtrącony przez ojca, zemścił się na Aronie, pokazując mu matkę.                     | Nie ukrywał swego zimnego usposobienia; w czasie bójek z bratem wydawał się nieulękły, a jego ciało było jakby niewrażliwe na ból. Nie znał i nie rozumiał swego tajemniczego brata, uważając, że jest on nieporadny. |
| plany na przyszłość | Postanowił być samowystarczalny i nie liczyć na niczyją pomoc. Chciał poświęcić się, pracować na ranczo, by opłacić Aronowi studia. | W poszukiwaniu czystości, walcząc z rodzącym się seksualizmem, postanowił zostać pastorem. Wszystkie wzniosłe i czyste uczucia przelał na narzeczoną Abrę, która w rzeczywistości wcale nie chciała być jego „białym duchem”.                                                                                                  |
| stosunek do ojca    | Po dowiedzeniu się prawdy o matce zaczął namiętnie kochać ojca i pragnął otoczyć go opieką i wynagrodzić doznane krzywdy. Pogodził się z tym, że ojciec woli Arona. Chciał kupić ojcowską miłość (oddał mu pieniądze zarobione na dostawach fasoli do wojska). Został jednak fałszywie oceniony i poczuł się odtrącony. Otrzymał błogosławieństwo od ojca dopiero na łożu śmierci, gdy Chińczyk Li wstawił się za nim. | Obdarzał ojca wyrachowanym zainteresowaniem, licząc na jego opiekę oraz względy. Na wieść o klęsce finansowej, kompromitacji z niefortunną wysyłką sałaty, postanowił opuścić dom oraz przyspieszył przygotowania do egzaminów.                                                                                                |
| związki z matką     | Od początku nie wierzył w śmierć matki; po spotkaniu był pewien, że odziedziczył po niej złe cechy. | Nosił w sobie przekonanie, że zmarła przedwcześnie matka była aniołem; podczas spotkania przeżył wstrząs; uciekł do wojska i zginął jako żołnierz ekspedycyjnego korpusu USA we Francji w 1918 roku. |
| opinia rodziców     | Ojciec traktował go oschle i fałszywie oceniał; matka bała się go, przeczuwając, że ją pokona i zdemaskuje. | Ojciec uwielbiał go, stawiał za wzór do naśladowania, był nieświadomy jego prawdziwej natury, ofiarował mu złoty zegarek, gdy z niechęcią opuszczał dom; na wieść o jego ucieczce do wojska zasłabł, a na wieść o jego śmierci miał atak paraliżu. Matka dostrzegła w nim swoje cechy; zapisała mu w testamencie cały majątek. |

Historia pary bliźniaków sugeruje czytelnikowi ciekawe wnioski dotyczące natury ludzkiej. Każdy człowiek uznaje grzech za swój wymysł, nie dostrzegając tego, że to jego przodkowie zarazili go poczuciem winy. Zdaniem pisarza, wszyscy jesteśmy dziećmi Kaina, a jego historię uznać można za „symboliczne dzieje duszy ludzkiej”. Każdy z nas boi się odtrącenia i braku miłości; świadomość odtrącenia powoduje gniew, wraz z którym przychodzi zbrodnia, a tuż za nią poczucie winy. „Gdyby można odjąć człowiekowi lęk przed odtrąceniem, nie byłby tym, czym jest.”

### Cathy Ames

#### Cathy Ames: Potwór czy Alicja w Krainie Czarów?
Najbardziej ciekawą i niejednoznaczną postacią w powieści Steinbecka jest postać kobiety, Cathy Ames, matki Kaleba i Arona, która od dzieciństwa przypomina wcielenie psychicznego potwora. To tereny Nowej Anglii, niegdyś, w początkach kolonizacji, obfitujące w procesy i palenie czarownic, dostarczyły Steinbeckowi wzoru dla kobiety, będącej wcieleniem szatańskiej przewrotności. Jej biografia utkana jest z samych złych postępków, świadczących o bezduszności i braku sumienia. Z kolei jej wygląd świadczył o czymś zupełnie odwrotnym – oczy o tajemniczo sennym i niewinnym wyrazie, złote włosy, szczupła i delikatna figura, niski i słodki głos. Ludzie z natury dobrzy wydawali jej się śmieszni i stanowili łatwy obiekt do manipulacji. Jej kłamstwa nigdy nie były niewinne, a poczucie władzy nad otoczeniem sprawiało jej wyraźną przyjemność. „Miała nieludzką zdolność wyrzekania się tego, czego nie mogła uzyskać, i czekania na to, co mogła dostać.” Już w dzieciństwie nie miała żadnych przyjaciółek, nikomu nigdy się nie zwierzała, pozostając cały czas w samotności. Jej samoocena zatrważała brakiem jakiegokolwiek poczucia winy. Wierzyła, że posiada w swoim wnętrzu „jakieś chłodne piękno, coś nietkniętego
i nietykalnego”, coś, co nie zostało przez nikogo zbrukane. „Dotknięcia muskały tylko jej twardą, zewnętrzną pokrywę. Wewnątrz była nienaruszona…” Nauczyła się czytać już w wieku pięciu lat, a jej pierwszą ważną lekturą była Alicja w Krainie Czarów, książka towarzysząca jej w godzinie samobójczej śmierci. Właśnie ona stanowiła klucz do zagadkowego demonizmu Cathy. Już jako mała dziewczynka czuła, że zewsząd otaczają ja wrogowie, że jest bardziej wrażliwa i wyjątkowa, bojąc się ataku z zewnątrz, znalazła schronienie w samej sobie, zamykając się w szczelnej skorupie zła. Wybrała schronienie, nie wierzyła w porozumienie z jakąkolwiek inną istotą; jej jedyną przyjaciółką stała się Alicja, która podpowiedziała jej pomysł ucieczki z realnego świata.

#### Prawdziwa Cathy
Steinbeck poznał Gwyn Conger w 1939, kilka miesięcy po publikacji Gron gniewu. Fascynacja była elektryzująca i natychmiastowa. Niemal 20 lat młodsza, zmysłowa i kochająca zabawę Gwyn była wszystkim tym, czym nie była pierwsza żona pisarza, Carol. Z Carol Steinbeck rozwiódł się w 1943 i w tym samym roku poślubił Gwyn. Drugie małżeństwo trwało jednak tylko 5 lat. Gwyn, zawodowa piosenkarka, okazała się nie tak ujmująca i uległa, jak Steinbeck oczekiwał. Dzieci wprowadziły napięcie do związku. Ciężko pracujący Steinbeck narzekał, że Gwyn była zawsze chora i często spała do południa. Dużo piła, flirtowała z innymi mężczyznami. W roku 1948, zmarł bliski przyjaciel Steinbecka, Ed Ricketts. Wtedy Gwyn opuściła pisarza. Długie miesiące emocjonalnego wyniszczenia znalazły upust w książce, którą Steinbeck napisał po kolejnym ożenku – z Elaine Scott w 1950. Zdecydowana część osobowości Lee odzwierciedla Eda Rickettsa. Cathy z kolei stanowi obraz Gwyn.

#### Zmiana imienia
Przez całą powieść, narracja powraca do postaci Cathy. Steinbeck analizuje ją i odczytuje ponownie w rozdziałach 8, 13 i 17.
„Kiedy powiedziałem, że Cathy jest potworem, zdawało mi się, że jest tak w istocie. Teraz pochylam się z lupą nad jej wizerunkiem, odczytując objaśnienia, i zastanawiam się, czy to prawda”. (Rozdział XVII)
Zagrożona wydaje się więc twórcza wolność narratora, który przypomina czytelnikowi swoją obecnością, że to on jest tym, który tworzy, kształtuje i nazywa. Uporczywie poddaje Cathy powtórnej ocenie ponieważ prosi, by czytelnik uczynił to samo. Powtórne odczytywanie postaci Cathy czyni proces samego czytania podwójnym. Zmiana imienia z Cathy na Kate uwydatnia dwoistość jej natury. Czytelnik skłania się także do zgłębienia dwoistości swojej własnej psychiki. Powieść ukazuje, jak siły dobra i zła kształtują życie człowieka. Steinbeck rozmyśla nad fikcją, faktem, twórczością i prawdą –
i nakłania czytelnika, by uczynił to samo.
Być może pod koniec powieści, Cathy stała się bardziej ludzka. Być może przekazanie całego majątku synowi Aronowi było jej jedynym dobrym uczynkiem, lub też było ostatecznym aktem zemsty zmuszającym syna do przyjęcia skażonych grzechem pieniędzy.

## Proces twórczy
Pisząc Na wschód od Edenu, Steinbeck skrupulatnie notował przebieg procesu twórczego, czego wynik był następujący:
- 11 lat umysłowego dojrzewania
- 1 rok nieprzerwanego pisania
- 300 ołówków
- 36 ryz papieru
- 350 000 słów powieści (przed skróceniem)
- 75 000 słów dziennika
- zgrubienie na środkowym palcu prawej ręki[25]

## Styl

### Participatory prose – Proza zaangażowana
Często gdy pisał powieści, Steinbeck zwracał się do przyjaciela, przez co proza, którą komponował zyskiwała na intymności. Pisarz starał się nawiązać kontakt z odbiorcą, wynikiem czego są zrozumienie i współczucie, które tak wielu czytelników znajduje w jego twórczości. „Oto co pragnę zrobić z całą tą książką”, pisał dwa miesiące przed rozpoczęciem pisania, „utrzymać ją w ryzach i pozwolić czytelnikowi zapełnić ją emocjami”. Z początku Steinbeck pisał dla synów, później bezpośrednio do Pascala Covici, ale zawsze koncentrował się na tym, jak zaangażować czytelnika, jak usytuować go w tekście. Tworzył prozę zaangażowaną. W Na wschód od Edenu, w swym dziele życia, pragnął by miejsca i rodzinne sprawy, tak osobiste i własne, były boleśnie prawdziwe dla innych. „Moim życzeniem jest, aby w momencie gdy czytelnik skończy tę książkę, miał swoiste poczucie przynależności do niej. I, w istocie, będzie jednym z rodowitych mieszkańców Doliny”.

### Antyintelektualizm
Steinbeck stworzył własną, odrębną wizję świata, wizje brutalną i antyintelektualną, przerażającą bezdenną, niemożliwą do wyczerpania głębią urazu, nienawiści czy agresywnego sentymentalizmu. Powieść ta stara się przedstawić losy ludzkości w ich najbardziej dramatycznych przejawach. To jest jej sposób zaspokajania naturalnej pod każdą szerokością geograficzną, potrzeby docierania do sensu ludzkiego losu. Zbrodnie przesuwają się przed naszymi oczami. Śledzimy ich narodziny. Bierzemy w nich udział, zrazu zainteresowani, potem zaangażowani. Poznajemy psychikę ludzi predysponowanych do zbrodni. Poznajemy warunki społeczne, których rezultatem jest zbrodnia. Powieść nie zatrzymuje się przed takim czy innym tabu jak np. ‘molestowanie’ uśpionej panny Faye przez Cathy.

### Dramatyzm
Styl Steinbecka jest formą ruchu. Dramatyczny jest księżyc, wiatr, dramatyczne są wzruszenia. Dramatyczność, dzianie się w czasie odbija się po prostu na stylu. Dramatyzm widoczny jest w konstrukcjach czasowych, w wyglądzie graficznym – duża liczba dialogów. U Steinbecka krajobrazy, czyny i myśli ludzkie dzieją się. Każdy opis jest dramatyczny, gdyż służy przygotowaniu do dramatu. Patrząc na losy Trasków i Hamiltonów, obserwujemy ciągły rozwój ukazanych ludzi. Wszystkie postacie żyją na własny rachunek. Są pełnoletnie, niezależne od autora. Czytelnik nie podziwia inteligencji, ani dowcipu, ani głębi autora; inteligentne, dowcipne, poważne bywają jedynie opisywane postaci. Życie dzieje się w czasie. Ukazany jest kierunek. Ukazany jest ruch zjawisk. Czas nie jest tylko elementem, lecz funkcją świata. I właśnie konstruowanie akcji w czasie, oddawanie artystycznymi środkami nie zatrzymania, ale przemijania – to są konsekwencje dramatyzmu powieści Steinbecka. Styl odzwierciedla formę – literaturę zaangażowaną bez reszty, nie pozornie, nie konwencjonalnie w sprawy swojego świata.

### Romantyzm
Na wschód od Edenu Johna Steinbecka stanowi oryginalne połączenie realizmu z romantyzmem. Jej tłem, podobnie jak wielu innych jego utworów, jest wieś amerykańska, gdzie ludzie żyją w bliskim kontakcie z ziemią, a złe siły – susza, chciwość, zachłanność, ucisk społeczny – niweczą te szlachetne związki. Człowiek w walce ze złem jest zazwyczaj bezradny, nie oznacza to jednak, że jest całkowicie pozbawiony szans na wygraną. Dysponuje wolną wolą i może pokonać grzech, prawa dziedzictwa i wszelkiego rodzaju fatum, gdy tylko tak postanowi i pozostanie wierny swojemu wyborowi.
Romantyzm widoczny jest przede wszystkim w swoistym indywidualizmie bohaterów:
„Rodzaj ludzki jest jedynym rodzajem twórczym i posiada jedyne twórcze narzędzie: indywidualny umysł i duch człowieka. Nic nigdy nie zostało stworzone przez dwóch ludzi. Nie ma dobrej współpracy. (…) Kiedy już się dokonał cud tworzenia, grupa może go rozbudować i rozszerzyć, ale nigdy niczego nie stworzy. Skarb ten spoczywa w samotnym umyśle człowieka. (…) I w jedno wierzę: że wolny, badawczy umysł jednostki jest najcenniejszą rzeczą na świecie” (Rozdział XIII)
Romantyzm uwidacznia się także poprzez bezpośrednie nawiązanie do Weltschmerz – bólu życia – odczuwanego przez Samuela Hamiltona:
„W żołądku czuł bolesny ucisk, niepokój podobny do nękającej myśli. Był to Weltschmerz – ów ból życia, co unosi się w duszy jak gaz i nasyca ją rozpaczą, tak że szukamy zdarzenia, które nas mogło zrazić, i nie możemy znaleźć żadnego.” (Rozdział XVI)

### Kalifornia i tradycja
Rzut oka na jego twórczość i życie przekonywa czytelnika, jak bardzo pisarz ten zrósł się z Kalifornią. W okresie kiedy tak wielu amerykańskich pisarzy odwróciło się od swojej ojczyzny jako źródła inspiracji, Steinbeck stanowi istotny wyjątek. Przywiązanie do swojej ojczystej Kalifornii prześwieca przez jego największe dzieło. Zawsze unikał modnego eksperymentowania i kultywował tradycyjną sztukę narracji, wynikiem czego stał się dokładny i aktualny realizm, a poprzez ukazanie ludzkiego cierpienia i ludzkiej godności, Na wschód od Edenu zyskało ponadczasową jakość.

## Tło historyczne
Powieść skupia się między innymi na przedstawieniu amerykańskiego stylu życia
(z uwzględnieniem wprowadzenia automobilu włącznie) na przestrzeni półwiecza łączącego koniec wojny secesyjnej z wybuchem pierwszej wojny światowej.
W drugiej połowie dziewiętnastego wieku nastąpiły znaczne zmiany w życiu wielu amerykańskich rodzin, spowodowane głównie szybko postępującą industrializacją i urbanizacją kraju. Większość osób zaczęła pracować poza domem, w tym wiele kobiet, zwłaszcza z niższych warstw społeczeństwa. Zmniejszyło się ich ekonomiczne uzależnienie od małżeństwa i rodziny. To na początku dwudziestolecia, w latach 1900–1920, liczba rozwodów zwiększyła się o ok. 50% w porównaniu z poprzednimi dekadami. Mimo to małżeństwo wciąż pozostawało dla wielu kobiet jedyną szansą na godne życie, uzyskanie akceptacji lub wyższego statusu społecznego i towarzyskiego.

## Odniesienia do innych tekstów

### Biblia: Przypowieść o Kainie i Ablu
Inspiracja Steinbecka pochodzi z Biblii, z czwartego rozdziału Księgi Rodzaju. Wersy 1–16, które opowiadają historię dwojga braci, Kaina i Abla.
Kain i Abel widoczni w bohaterach powieści (imiona w wersji oryginalnej)
Kainowie – Cains:
- Cyrus Trask
- Charles, syn Cyrusa i Alicji
- Cathy Ames, żona Adama
- Caleb, syn Cathy, bliźniaczy brat Arona, wychowywany przez Adama

Ablowie – Abels:
- Alice Trask, druga żona Cyrusa
- Adam, syn Cyrusa i jego pierwszej żony
- Abra Bacon, zakochana wpierw w Aronie, potem w Calebie
- Aron, syn Cathy, bliźniaczy brat Caleba, wychowywany przez Adama

### Alicja w Krainie Czarów
„Pamiętała tę książkę – brązową ze srebrnym tytułem na popękanym płótnie i grubą okładką. Była to Alicja w Krainie Czarów”
Cathy Ames potrafiła już czytać, mając pięć lat. Książką, która wzbudziła jej fascynację była Alicja w Krainie Czarów Lewisa Carrolla. W dzieciństwie, Cathy czuła, że Alicja trwa u jej boku. Cathy bawiła się z Alicją, kochała ją, darzyła zaufaniem – traktowała jak najbliższą przyjaciółkę.
Przed popełnieniem samobójstwa, Cathy wspominała dziecięce lata „spędzone z Alicją”.

## Motywy

### Ludzki los i Bóg Steinbecka
W Na wschód od Edenu, jak i wielu innych powieściach Steinbecka czy w ogóle w literaturze amerykańskiej odbywa się na wielką skalę poszukiwanie ostatecznych rozwiązań ludzkiego losu. John Steinbeck podobnie jak inni twórcy Ameryki odczuwa potrzebę mitu. Potrzebę tę na wszystkich polach realizuje. Odbywa się to tym gwałtowniej, że warunki wyolbrzymiły skalę ludzkich doświadczeń. Świat jest większy niż świat starożytnych, namiętności są też większe. Ślepy los nie ma kamiennej twarzy boga, nie można go przebłagać ofiarą ani niedowiarstwem. Dziś ślepy los poruszany jest przez potężną aparaturę cywilizacji mechanistycznej, wobec której człowiek nic nie znaczy. Na nim ciąży przekleństwo, którego nie odwróci ofiara złożona na ołtarzu. Maszyneria losu nie ustaje w przygotowywaniu kataklizmów.
Ponad tym wszystkim Bóg gdzieś istnieje, ale jest słaby, zeszłowieczny, nieporadny.
W Na wschód od Edenu wszędzie występuje walka człowieka ze światem, który czeka tylko na sposobność, aby wtargnąć i zniszczyć każde szczęście, każde pragnienie ładu
i spokoju. Kiedy Adam i Karol otrzymują w spadku pokaźną sumę pieniędzy, Karol nie potrafi się cieszyć z wynikających zeń korzyści, ale doszukuje się pierwiastka złego w pochodzeniu pieniędzy. Ale człowiek jest w defensywie, ma się na baczności przed każdą chwilą życia. Nie jest to już zatem walka człowieka ze światem, ale świata z człowiekiem.

### Pojęcie dobra i zła
Steinbeck pragnie stworzyć iluzję, surogat trwałości. Tę trwałość osiąga sentymentalną obroną tych wartości, które w ludzkim pojmowaniu zrosły się z pojęciem ładu moralnego. Dobro, miłość, przyjaźń, bezinteresowność są ukazane w jego dziele ostro, bezwzględnie, antynomicznie wobec zła i podłości. Biało–czarny świat Steinbecka jest walką formuł.

### Timshel – wybór między dobrem a złem
W przeciwieństwie do zwierząt, ludzie mają wybór i świadomość.
Motyw Timshel znajduje też swoje odzwierciedlenie w przemowie Steinbecka wygłoszonej tuż po otrzymaniu Nagrody Nobla:
„Niespełna pięćdziesiąt lat po śmierci Alfreda Nobla podwoje natury zostały otwarte i stanęliśmy przed straszliwym ciężarem wyboru. Uzurpujemy sobie wiele mocy, które niegdyś przypisywaliśmy jedynie Bogu. Pełni lęku i nieprzygotowani, przejęliśmy panowanie nad życiem i śmiercią całego świata wszystkich żywych stworzeń. Zagrożenie i chwała i wybór ostatecznie spoczywają w rękach człowieka. Test na możność osiągnięcia przez niego doskonałości jest w zasięgu ręki.
Objąwszy niemal boską władzę, musimy teraz poszukać w nas samych odpowiedzialności i mądrości, które, mieliśmy nadzieję, posiada być może jakieś bóstwo. Sam człowiek stał się naszym największym zagrożeniem i naszą jedyną nadzieją.
Zatem i tego dnia, mogę równie dobrze zacytować Świętego Jana Apostoła: Na końcu było słowo i słowo było człowiekiem, i z człowiekiem było słowo.”

## Krytyka i odbiór powieści
„Pierwszy nakład Moby Dicka, aczkolwiek niewielki, nie sprzedał się w ciągu dziesięciu lat. Z tą książką będzie jeszcze gorzej… Nie sądzę, by miłośnicy Hemingwaya pokochali tę książkę” – tak o Na wschód od Edenu pisał sam Steinbeck.
Reakcja krytyków nie była dla autora szokiem. Ponad rok przed publikacją Na wschód od Edenu, Steinbeck pisał w Journal of a Novel do Pascala Covici, swojego wydawcy: „Wiesz równie dobrze jak ja, że ta książka rozpęta takie samo piekło jak wszystkie poprzednie i to z tych samych powodów. Nie będzie to tym, czego ludzie oczekują, a więc oczekujący nie polubią tej książki.”
Niemniej jednak, książce udało się podbić serca czytelników. Na wschód od Edenu opublikowano po raz pierwszy we wrześniu 1952, a w październiku tego samego roku, powieść zajmowała już pierwsze miejsce (a na tle roku – trzecie) na liście bestsellerów literatury pięknej, podczas gdy pierwsze miejsce na liście literatury faktu zajmowała Biblia. Od tamtego czasu powieść przetłumaczono na wiele języków i nigdy nie wycofano z drukarni.
W 1955 Elia Kazan wyreżyserował i wyprodukował filmową adaptację Na wschód od Edenu, z Jamesem Deanem w roli głównej. Obraz wpisano do kanonu klasyki filmowej. Powieść doczekała się także adaptacji na deskach teatru.
Pomimo ogromnej popularności książki wśród czytelników, zdania krytyków były skrajnie podzielone. W swej książce John Steinbeck: A Biography, Jay Parini zauważa, że w New York Times Book Review Mark Schorer określił Na wschód od Edenu jako „prawdopodobnie najlepszą z powieści Johna Steinbecka”, podczas gdy magazyn Time odrzucił książkę jako „wielką mieszankę, w której bezsensowność i groteskowy melodramat często wyskakują jako dobra fabuła i wiarygodne zachowania”.
W odpowiedzi na szczególnie złośliwą recenzję napisaną przez Anthony’ego Westa dla The New Yorkera, Steinbeck musiał zareagować i odpowiedział słowami: „Chciałbym go spotkać i dowiedzieć się, dlaczego tak bardzo nienawidził i bał się tej książki.”
Jackson J. Benson, autor biografii The True Adventures of John Steinbeck, Writer pisze o Na wschód od Edenu, że jest to książka, która działa na czytelnika w szczególny sposób. Aspekty które wywołują najwięcej krytycyzmu, to właśnie te, które dla czytelników okazały się najbardziej zajmujące: pośrednie i bezpośrednie pierwszoosobowe wtrącenia, przekazujące dzieje rodziny autora; postać Cathy, której – bez względu na to, jak bardzo była niewiarygodna – nie sposób zapomnieć; filozofia pochlebstw Chińczyka Lee, która stała się szczególnym celem akademickiej krytyki.
Bez względu na krytykę, popularność Na wschód od Edenu nieustannie wzrasta.
W 2003 roku książka pojawiła się na liście Oprah’s Book Club. Corocznie, sprzedaje się około 50 000 egzemplarzy powieści.

## Ekranizacje

### Na wschód od Edenu1955, Elia Kazan
reżyseria: Elia Kazan, scenariusz: Paul Osborn, wykonawcy: James Dean, Raymond Massey, Julie Harris
W ekranizacji powieści z 1955 roku skupiono się niemal wyłącznie na historii Cala. Film oparty jest tylko na jednej części powieści, która opisuje w całości dwa pokolenia. Brakuje postaci Sama Hamiltona, pomysłowego marzyciela, przyjaciela Adama Traska, a także wycięto postać Chińczyka Lee, który to odpowiedzialny jest za wprowadzenie głównego wątku moralnego do powieści. Niemniej jednak John Steinbecka docenił adaptację Kazana, a także mocną grę Jamesa Deana. W istocie Na wschód od Edenu (1955), sam w sobie, stanowi kino wybitne, wpisujące się we współczesną klasykę, mimo że nie oddające w pełni przekazu powieści.

#### John Steinbeck a James Dean
John Steinbeck i James Dean spotkali się jedynie raz w życiu. Jednak Dr. Audry Lynch, nauczycielka i autorka z San Francisco Bay Area, w swym interesującym spojrzeniu na ich nadzwyczaj podobne pochodzenie, przekonuje, że ich życia przeplatały się. Szczegółowo uzasadnia swoje stanowisko, zaznaczając, że obaj są powiązanymi ze sobą postaciami buntowników – Steinbeck w literaturze, Dean w filmie. Książka Dr. Lynch zatytułowana The Rebel Figure in American Literature and Film: The Interconnected Lives of John Steinbeck and James Dean nie jest dogłębną biografią żadnego z mężczyzn, ale jest poważnym i fascynującym spojrzeniem na wspólne cechy łączące pełne buntu życia Johna Steinbecka i Jamesa Deana.
Obaj mężczyźni dorastali w wiejskim środowisku. Lynch omawia, jak i dlaczego wpłynęło to na ich buntowniczą naturą, a także dostrzega podobieństwa w rodzinnych relacjach. Zarówno Dean, jak i Steinbeck byli blisko swych matek, podczas gdy ich ojcowie poświęcali im niewiele uwagi i nie okazywali wsparcia. Małomiasteczkowa moralność i dewocja sąsiadów także odegrała rolę w kształtowaniu ich charakterów. Obaj buntowali się przeciwko niesprawiedliwości świata, której byli świadkami. Przez otaczających ich ludzi, postrzegani byli jako outsiderzy, jako nieposłuszni wobec ogólnie przyjętych norm społecznych.
Ich pierwsze spotkanie miało miejsce na planie produkcji Na wschód od Edenu, gdzie rozważano wcielenie się Deana w główną rolę, Cala Traska. Po tym jak został przedstawiony Deanowi, Steinbeck miał wykrzyknąć: „Jezu Chryste, przecież to Cal!”. Rzekomo pisarz nie darzył Deana szczególną sympatią, niemniej jednak uznał go za idealnego odtwórcę roli. Dr. Audry Lynch sugeruje, że w Deanie Steinbeck widział samego siebie z przeszłości.

### Na wschód od Edenu1981, Harvey Hart
reż. Harvey Hart, sc. Richard Shapiro, wyk. Timothy Bottoms, Jane Seymour, Bruce Boxleitner, Soon-Tek-Oh, Sam Bottoms, Karen Allen, Hart Bochner
W przeciwieństwie do filmu z 1955, miniserial Na wschód od Edenu z 1981, skupia się nie na roli Cala, ale na Cathy (Jane Seymour), biologicznej matce Cala i Arona. Podobnie jak powieść, seria rozpoczyna się jeszcze przed narodzinami Adama i Karola. Produkcja trwa zaledwie sześć godzin, niemniej jednak zdołano zawrzeć w niej wątki istotne dla powieści, w wyniku czego seria wierniej oddaje przekaz powieści niż film z 1955 oraz nie brakuje w niej postaci Lee.

### Na wschód od Edenu20--, Tom Hooper
Planowana jest też kinowa produkcja Na wschód od Edenu w reżyserii Toma Hoopera dla Universal Pictures. Hooper skomentował pomysł dla Daily Variety:
Pojawia się okazja ukazania seksu, przemocy oraz ciemności emanujących z dzieła Steinbecka na równi z jego optymizmem i opiewaniem miłości

## Adaptacje teatralne

### Teatr muzyczny
3 marca 1968 na deskach teatru Billy Rose Theatre wystawiono muzyczną interpretację Na wschód od Edenu pt. Here’s Where I Belong w reżyserii Michaela Kahna. Muzykę skomponował Robert Waldman, słowa ułożył Alfred Uhry. Za scenariusz odpowiedzialni byli Alex Gordon i Terrence McNally (którego imię na jego własne życzenie zostało usunięte z listy zaangażowanych w produkcję). W musicalu zawężono akcję do okresu 1915–1917.
Autorom udało się ująć obszerny, romantyczny obraz kalifornijskiej wsi z okresu I wojny światowej w węższe ramy, poprzez skupienie się na relacji ojciec–syn pomiędzy Adamem Traskiem (Paul Rogers) a młodym Calebem (Walter McGinn). Niemniej jednak zamysł przerósł niedoświadczonych twórców i produkcja nie odniosła sukcesu.
Utwór We’re A Home został nagrany przez The Ray Conniff Singers w 1967 i wydany jako singiel (Columbia 4-44422). W 2005 roku nagranie zostało wznowione w wersji stereo na składance Ray Conniff „The Singles Collection, Vol. 1" (Collectables 7697).

### Teatr
The Western Stage Company of Hartnell podjęło się nowej adaptacji scenicznej Na wschód od Edenu. Sztukę wystawiono na jedenastym oraz piętnastym Festiwalu Steinbecka, a także w krótszej wersji w Louisville Theatre. Produkcję reżyserował Tom Humphrey, za adaptację powieści odpowiedzialny był Alan Cook.